# Rony Verbiest
Rony Verbiest (Zelzate 26 juni 1956 - 21 januari 2024) was een Belgisch multi-instrumentalist. Hij speelde naast accordeon en bandoneon ook saxofoon, klarinet, mondharmonica en slagwerk. Verbiest was actief en geïnteresseerd in veel muziekgenres gaande van hedendaagse jazz en tango naar musette, Chanson en Gipsyjazz. Enkele muzikanten met wie hij vaak samenwerkte zijn Hans Van Oost, Koen De Cauter, Johan Verminnen, Fapy Lafertin en Marc Godfroid.
In 2008 is Verbiest getrouwd met actrice/zangeres Antje De Boeck en ze deelden ook vaak het podium.

## Biografie
Rony Verbiest werd geboren op 26 juni 1956 in de Belgische gemeente Zelzate waar zijn vader Michel Verbiest die ook accordeon speelde, een café open hield genaamd "De Accordeonist". Van zijn vader leerde hij accordeon en drumstel spelen en met zijn vader gaf hij al optredens op zesjarige leeftijd in diens café.
Op latere leeftijd raakte hij in contact met jazz en begon hij met het studeren van klarinet en saxofoon, slagwerk en kamermuziek in de conservatoria van Brussel (stad) en Gent, waar hij de eerste prijs saxofoon kreeg. Na zijn studies speelde Verbiest in verscheidene Belgische jazzgroepen en hij werd ook gecontracteerd als saxofonist bij de Koninklijke Kapel van de Luchtmacht en later de Koninklijke Militaire Kapel van de Gidsen.
Na voornamelijk saxofoon te hebben gespeeld werd hij overtuigd om terug meer accordeon te spelen door Koen De Cauter toen Verbiest af en toe vervangingen deed in het Waso kwartet. Met De Cauter speelde hij accordeon in de groep Les P'tits Belges die in 1994 de plaat 'musette' uitbracht met een eigen compositie van Verbiest als ode aan zijn vader: 'La Valse à Michel'. Verbiest en De Cauter bleven goede vrienden en speelden in verscheidene groepen tezamen en namen samen meerdere albums op.
In 1997 bracht hij zijn eerste album uit getiteld ‘Ah Bah Joàt’ gevolgd door 'Caro Hum' in 2001. In 2014 bracht Verbiest een eerbetoon uit aan de Amerikaanse jazzpianist Thelonious Monk waarbij Monk's zoon Thelonious Monk jr. meespeelde. 
Op 21 januari 2024 is hij overleden aan de gevolgen van kanker en op 27 januari 2024 werd hij in Zelzate begraven. Op 25 oktober 2024 werd postuum het album 'Unreleased La Ultimate Vez…'  uitgebracht.